# Zaimovići
Zaimovići su stara tuzlanska obitelj. Potomci su plemenitaške starobosanske porodice Altomanovića, od kojih su neki prešli na islam.

## Povijest
Vode korijene od Cvjetka Altomanovića, gospodara Usore i Soli. Njegov brat, župan Nikola Altomanović držao je Užički kraj. Osmanlije osvajaju taj dio Bosne i Cvjetko prelazi na islam te mu potomci dobivaju muslimanska imena. Primanje Osmanlijama podobna islama Cvjetkovi su potomci sačuvali svoja imanja, čak i povećali. U osmanskim vremenima prezimena nisu bila trajna, nego je postojalo po očinstvu pa je "prezime" postojalo samo jedno pokoljenje. nastajala po imenu i naslovu oca (npr. Omerović, a ako je Omer otišao na hadž, djeca su bila Hadžiomerović). Od Altomanovića u Solima su nastale obitelji Zaimovića, Muradbegovića i Tuzlića. Ogromno imanje Zaimovića prostiralo se u predjelima sjeveroistočne bosne. Velike posjede dobili su sultanovim beratom iz 16. stoljeća u podmajevičkoj ravnici, između Koraja i Brezovog polja, kao i u okolini Tuzle, oko 10 do 12 tisuća dunuma zemljišta. Najpoznatiji Zaimović je tuzlanski gradonačelnik Muradbeg Zaimović.